# من آزاد هستم
من آزاد هستم (به هندی: Main Azaad Hoon) فیلمی محصول سال ۱۹۸۹ و به کارگردانی تینو آناند است. در این فیلم بازیگرانی همچون آمیتاب باچان، شبانه اعظمی، انوپم کهیر، آنو کاپور، آنجان سیرواستاو ایفای نقش کرده‌اند.